# Nakskov Ladegård
Nakskov Ladegård er en gammel hovedgård, som nævnes første gang i 1427. Blev i 1628 kaldt Lille Skibsgaard, og fik navnet Nakskov Ladegård i 1691. Gården ligger i Branderslev Sogn, Lollands Nørre Herred, Maribo Amt, Nakskov Kommune. Hovedbygningen er opført i 1848 af Christian Peder Wienberg
Nakskov Ladegård Gods er på 267 hektar

## Ejere af Nakskov Ladegård
- (1427-1457) Ulf Godov
- (1457-1461) Anders Nielsen
- (1461-1471) Thomas Jensen
- (1471-1691) Kronen
- (1691-1696) Johannes Hieronimus Hoffmann
- (1696-1707) Luttemelle Winterberg gift Hoffmann
- (1707-1714) Joachim Brockdorff
- (1714-1743) Schack Brockdorff
- (1743-1744) Niels Siersted
- (1744-1789) Jørgen Christensen Skafte / Peder Jessen
- (1789-1800) Christian Frederik baron Knuth
- (1800-1810) Abraham Ditlev Suhr
- (1810-1823) H. J. Junior
- (1823-1833) L. Junior
- (1833-1837) William Courtonne Mourier
- (1837-1864) Rasmus Martin Clausen
- (1864-1865) Enke Fru Clausen
- (1865-1877) Niels Christian Engel de Neergaard
- (1877-1891) Carl August Johannes Neergaard
- (1891-1900) W. R. Tidemand
- (1900-1912) J. W. Hanssen
- (1912-1916) Laurids L. Juul
- (1916-1917) Johannes Marcussen
- (1917-1918) Niels Christian Mølvig
- (1918-1927) A. Hansen
- (1927-1944) O. Borchsenius
- (1944-1947) J. T. Jørgensen
- (1947-1975) Karl Martin Andersen Kruse
- (1975-) Hans Jørgen Kruse / Poul Torben Kruse

## Ekstern henvisninger
- Nakskov Ladegaard - fra Dansk Center for Herregårdsforskning Arkiveret 11. februar 2017 hos  Wayback Machine